# Irmina Romanis
Irmina Romanis z domu Kasztelan (ur. 2 lutego 1925 w Łodzi) – polska charakteryzatorka filmowa.
Pracowała jako charakteryzatorka przy kilkudziesięciu filmach i serialach telewizyjnych. Pod koniec lat 40. uczęszczała do nowo otwartej przez Kazimierę Narkiewicz Szkoły Charakteryzacji Artystycznej dla Teatru i Filmu w Łodzi. Jako główna charakteryzatorka zadebiutowała w filmie Załoga (1951) w reżyserii Jana Fethkego. Kilkakrotnie współpracowała z takimi reżyserami jak: Jan Rybkowski, Stanisław Lenartowicz, Tadeusz Chmielewski, Janusz Majewski.
W 2020 otrzymała nagrodę Stowarzyszenia Filmowców Polskich przyznawaną filmowcom, których praca przyczyniła się w wyjątkowy sposób do rozwoju polskiej kinematografii.
Była żoną kierownika produkcji Ludgierda Romanisa (ur. 1926, zm. 1976).

## Filmografia
- Załoga (1951; reż.Jan Fethke)
- Kariera (1954; reż. Jan Koecher)
- Autobus odjeżdża 6.20 (1954; reż. Jan Rybkowski)
- Ziemia (1956; reż. Jerzy Zarzycki)
- Kapelusz pana Anatola (1957; reż. J. Rybkowski)
- Pan Anatol szuka miliona (1958; reż. J. Rykowski)
- Pigułki dla Aurelii (1958; reż. Stanisław Lenartowicz)
- Ostatni strzał (1958; reż. J. Rybkowski)
- Zobaczymy się w niedzielę (1959; reż. S. Lenartowicz)
- Inspekcja pana Anatola (1959; reż. J. Rybkowski)
- Nafta (1961; reż. S. Lenartowicz)
- Dwaj panowie N (1961; reż. Tadeusz Chmielewski)
- Jak być kochaną (1962; reż. Wojciech Jerzy Has)
- Gdzie jest generał...(1963; reż. T. Chmielewski)
- Beata (1964; reż. Anna Sokołowska)
- Święta wojna (1965; reż. Julian Dziedzina)
- Cierpkie głogi (1966; reż. Janusz Weychert)
- Bokser (1966;reż. J. Dziedzina)
- Tabliczka marzenia (1968; reż. Zbigniew Chmielewski)
- Jak rozpętałem drugą wojnę światową (1969; reż. T. Chmielewski)
- Twarz anioła (1970; reż. Z. Chmielewski)
- Południk zero (1970; reż. Waldemar Podgórski)
- Obcy w lesie (1971; reż. Sylwester Szyszko)
- Chłopi (1971-72; serial TV; reż. J. Rybkowski)
- Zazdrość i medycyna (1973; reż. Janusz Majewski)
- Nocleg (1973; reż. Feliks Falk)
- Dwoje bliskich obcych ludzi (1974; reż. Włodzimierz Haupe)
- Czerwone i białe (1975; reż. Paweł Komorowski)
- Inna (1976; reż. A. Sokołowska)
- Życie na gorąco (1978; serial TV; reż. Andrzej Konic)
- Lekcja martwego języka (1979; reż. J. Majewski)
- Kariera Nikodema Dyzmy (1979; serial TV; reż. J. Rybkowski i Marek Nowicki)
- Królowa Bona (1980; serial TV; reż. J. Majewski)
- Słona róża (1982; reż. J. Majewski)
- Epitafium dla Barbary Radziwiłłówny (1982; reż. J. Majewski)
- Akademia pana Kleksa (1983; reż. Krzysztof Gradowski)
- Dom wariatów (1984; reż. Marek Koterski)